# Trond Smedshammer
Trond Smedshammer, född 8 juni 1967 i Gjøvik i Norge, är en norsk travtränare och travkusk. Han driver sedan 1992 sitt eget stall i Allentown i New Jersey. Han har tränat och kört hästar som Arch Madness, Solvato, H.P.Paque och Triple Crown-vinnaren Windsong's Legacy.

## Biografi
Smedshammer började sin travkarriär 1987, då han började arbeta hos Per Henriksen i USA. Han stannade hos Henriksen i sex månader innan han åkte tillbaka till Norge, där han fortsatte att träna hästar. Smedshammer återvände till USA ett år senare för att arbeta för Lindy Farms. 1992 startade han sin egen träningsverksamhet på White Birch Farm i Allentown i New Jersey.
Hans första stora framgångar kom 1997 med egentränade Bowlin For Dollars, som vann ett uttagningslopp till Hambletonian Stakes, och slutade på fjärde plats i finalen. Smedshammer äger många av sina hästar själv, under namnet American Viking Racing Stable.
2004 tränade och körde han Windsong's Legacy till seger i treåringsloppen Hambletonian Stakes, Kentucky Futurity och Yonkers Trot, och blev därmed den första Triple Crown-vinnaren på 32 år.

### Sverigebesök
Smedshammer har deltagit i flera lopp i Sverige, bland annat sex upplagor av Elitloppet på Solvalla (2002, 2003, 2004, 2011, 2012 och 2013), med tre andraplatser som bästa resultat (2002, 2012, 2013).

## Större segrar i urval
| År   | Lopp                                          | Häst               | Kusk              |
| ---- | --------------------------------------------- | ------------------ | ----------------- |
| 2000 | Fyraåringseliten                              | Americanese        | Thor Borg         |
| 2000 | Fyraåringsstjärnan                            | Americanese        | Thor Borg         |
| 2002 | Finlandialoppet                               | H.P. Paque         | Trond Smedshammer |
| 2003 | Gran Premio delle Nazioni                     | H.P. Paque         | Jorma Kontio      |
| 2003 | Breeders Crown 3YO Filly Trot                 | Stroke Play        | Brian Sears       |
| 2004 | Hambletonian Stakes                           | Windsong's Legacy  | Trond Smedshammer |
| 2004 | Kentucky Futurity                             | Windsong's Legacy  | Trond Smedshammer |
| 2004 | Yonkers Trot                                  | Windsong's Legacy  | Trond Smedshammer |
| 2004 | Breeders Crown 3YO Filly Trot                 | Housethatruthbuilt | Brian Sears       |
| 2004 | Breeders Crown Open Trot                      | H.P. Paque         | Brian Sears       |
| 2005 | Kentucky Futurity                             | Strong Yankee      | Brian Sears       |
| 2005 | Yonkers Trot                                  | Strong Yankee      | Brian Sears       |
| 2005 | Breeders Crown 3YO Colt & Gelding Trot        | Strong Yankee      | Brian Sears       |
| 2005 | Breeders Crown 3YO Filly Trot                 | Blur               | Brian Sears       |
| 2006 | Arthur J. Cutler Memorial                     | Sand Vic           | Brian Sears       |
| 2006 | Breeders Crown Open Trot                      | Sand Vic           | Brian Sears       |
| 2007 | Peter Haughton Memorial                       | Blue York Yankee   | Brian Sears       |
| 2007 | Arthur J. Cutler Memorial                     | Sand Vic           | Brian Sears       |
| 2007 | Breeders Crown 3YO Colt & Gelding Trot        | Arch Madness       | Brian Sears       |
| 2008 | Hambletonian Oaks                             | Creamy Mimi        | Andy Miller       |
| 2008 | Maple Leaf Trot                               | Arch Madness       | Brian Sears       |
| 2010 | Arthur J. Cutler Memorial                     | Arch Madness       | Brian Sears       |
| 2010 | Breeders Crown 3YO Colt & Gelding Trot        | Break The Bank     | Brian Sears       |
| 2011 | Oslo Grand Prix                               | Arch Madness       | Björn Goop        |
| 2011 | Earl Beal Jr. Memorial                        | Dejarmbro          | Dave Palone       |
| 2011 | New York Sire Stakes, 3YO Colt & Gelding Trot | I'm The Answer     | Trond Smedshammer |
| 2017 | Breeders Crown 2YO Filly Trot                 | Phaetosive         | Trond Smedshammer |
| 2018 | New York Sire Stakes, 2YO Filly Trot          | Phaetosive         | Trond Smedshammer |
| 2019 | Breeders Crown 3YO Filly Trot                 | Winndevie          | Brian Sears       |